# HX3 önjáró löveg
A Rheinmetall vállalat 2021 májusában mutatta be 155 mm-es önjáró lövegét, amely 10×10-es HX3 terepjáró gépjárműre épített tüzérségi eszköz. A „Radhaubitze” néven is emlegetett teljesen automatizált 155 mm-es L/52 csőhosszúságú löveg akár 40 km-es távolságra is képes ellőni, a még fejlesztés alatt álló L/60-as löveg pedig akár 80 km-nél messzebbi célokat is támadhat. Az önjáró löveg iránt aktívan érdeklődik a Magyar Honvédség is.

## Kialakítása és jellemzői
A lövegtorony 360 fokban körbeforgatható, a löveg függőlegesen -2 +70 fok közötti tartományban tüzelhet. A jármű rendelkezik kiengedhető támasztékokkal a nagyobb stabilitás érdekében, azonban ezekre csak bizony lövegállásoknál van szükség. Az önjáró löveg menetből 20 másodperc alatt tűzkésszé tehető. Az Rheinmetall kerekes önjárólövege 40 lőszert tartalmazó tárból képes nagy tűzgyorsasággal különböző röppályát alkalmazva úgy tüzelni, hogy a lövedékek nagyjából egyszerre csapódjanak a célba. A lövedékek gyújtója elektronikusan állítható be a feladatnak megfelelően. A 10×10-es jármű a lövegtornyon felül további 5 tonnás teherbírással rendelkezik, így betárazott 40 lőszeren és 192 kivetőt tölteten kívül további lőszereket is magával vihet.
A későbbiekben a még fejlesztés alatt álló L60 megnövelt csőhosszúságú (L/60) löveg válthatja a L/52-est, amely akár 80 kilométerre lévő célokat is támadhat. A nagyobb lőtávolsághoz az 1,27 méterrel hosszabb cső mellett a megnövelt, 29 literes töltényűr is hozzájárul, amely 6 literrel nagyobb mint az L/52 lövegé.
Az L/60-as löveg mellett zajlik az L/52-es löveg tovább fejlesztése is L52A1 jelzéssel, amelynél a cső hossz nem változik az alapmodellhez képest, de a töltényűrt megnövelik. A nagyobb töltény űrnek köszönhetően több lőportöltettel lehet tüzelni nagyobb távolságra. L52A1 jelzésű löveg akár 68 kilométerre lévő célokat is támadhat és várhatóan 2025 végére készülhet el ez a fejlesztés.
A STANAG 4569 szabvány szerint Level 3 szintű védelmet nyújtó páncélozott kabinban foglal helyet 2 fős személyzet - ennyire van csupán szükség a jármű üzemeltetéséhez.
Az önjáró löveghez az automatatöltőt az izraeli ELBIT vállalat biztosítja, a teherautó alváz, a löveg illetve az elektronika a Rheinmetall terméke. 2023 márciusában megtartották a L/52 löveggel szerelt rendszer első éleslövészetét az izraeli Shivta lőtéren. A bemutatón részt vettek az érdeklődő országok: az Egyesült Királyság, Németország, Hollandia és Magyarország  képviselői.
A sorozatgyártás legkorábban 2024-ben kezdődhet el.
A HX3 teherautóra épülő önjáró löveg fő jellemzői:
- Gyors be és kiállás a lőállásból
- Teljesen automatizált, ember nélküli tüzérségi torony
- Bevált, működő és automatizált 155/L52 löveg, amely teljesen NATO JBMoU kompatibilis
- 40 tüzelésre kész lövedék két tárban elhelyezve
- A torony 360 fokban körbeforgatható
- Tűzsebesség: 8 lövedék kilövése 60 másodperc alatt, MRSI képesség (vagyis a 8 lövedék egyszerre ér célba)
- Közvetlen irányzási és tüzelési lehetőség elektrooptikai irányzékkal
- Manuális töltési lehetőség ("halomból" történő tüzelés)
- Lőtávolság L/52 löveg esetén:  40 km ún. Base Bleed lőszerrel, 60 km ún. V-LAP lőszerrel
- Nagy hatótávolságú kivető töltetek
- Csupán 2 fős személyzet szükséges
- A legénység a páncélozott utastérben foglal helyet, amelyet nem szükséges elhagyniuk a tűzfeladat végrehajtásához.
- Kiváló  mozgékonyság terepen  és közúton egyaránt a teljesen militarizált taktikai HX3 teherautó-alváznak köszönhetően
- Alacsony életciklus-költségek az elterjedt HX teherautó-flottával azonos logisztikai háttér miatt
- 5000 kg szabad hasznos terhelhetőség továbbfejlesztésre is lehetőséget ad.
- Továbbfejlesztési potenciál:  a 155 mm/L52A1 vagy 155 mm/L60 lövegek opcionális integrálásának köszönhetően 80 km-nél nagyobb hatótávolság is elérhető
- A szabványosított modern digitális rendszer-architektúra lehetővé teszi a parancsnoki és vezetési rendszerekbe való integrációt (hálózatos csatatér)

## Lehetséges rendszeresítők
- Németország: 120 kerekes lövegre tart igényt. A Rheinmetall fő versenytársa a tenderen a hasonló kialakítású KMW AGM.[3]
- Egyesült Királyság: 116  kerekes löveggel váltanák a AS90-eseket. A tervek szerint 2029-re kell elérni a bevethetőséget az új lövegeknek[3]
- Magyarország: Az Rheinmetall önjáró lövege iránt a Magyar Honvédség is érdeklődést mutat a PzH 2000 önjáró lövegek kiegészítése végett. Megrendelés egyelőre nem született, de intenzív tárgyalások folynak a kerekes önjáró lövegek beszerzéséről. A Magyar Honvédség a L/60 csőhosszúságú változat után érdeklődik.[1][7]
- Hollandia - holland katonai és kormányzati vezetők is megtekintették a rendszer bemutatóját